# 蒋恺
蒋恺（1970年5月8日—），男，辽宁大连人，中国大陆演员。毕业于辽宁大学表演系。

## 作品

### 电影
- 《隋朝来客》 饰 郑吹吹
- 2022《降魔天师》（網絡電影）

### 电视剧
- 1991 《三国演义》 饰 郭嘉
- 1992 《海马歌舞厅》（客串演出第3集）
- 1995 《东周列国春秋篇》 饰 晋文公
- 1996 《驿动年华/那个年代》 饰 张春生
- 1996 《辩护律师》
- 1997 《东周列国战国篇》 饰 田单
- 1997 《乱世英豪》 饰 桂子瑞
- 1997 《金钱本色》饰 颜清明
- 1998 《姐妹》 饰 何方
- 1998 《补天裂》 饰 易君恕
- 1998 《澳门的故事》
- 1999 《屈原》饰 屈原 [1]
- 1999 《夺命网络》（爱不需要承诺） 饰 江鸣
- 1999 《小丈夫/小丈夫秋月》 饰 高文辉
- 2000 《023档案》 饰 王殿臣
- 2000 《再见爱人》 饰 钟文坚
- 2000 《孙中山》饰 陈炯明
- 2001 《不回家的男人》 饰 夏忠浩
- 2001 《徐家井的故事》 饰 杨大华
- 2001 《陈真后传》 饰 李汉
- 2001 《天地作证》 饰 郑亚轩
- 2001 《肥猫寻亲记》 饰 成大业
- 2002 《绿萝花》 饰 石嘉伟
- 2002 《血玲珑》 饰 匡宗元
- 2002 《情感冲击线》 饰 温可扬
- 2002 《悲情红与黑》 饰 曾火冰
- 2003 《青鸟的天空》 饰 李曙光
- 2003 《生死线》 饰 苏强
- 2003 《完美》 饰 张铭凯
- 2004 《肥猫寻亲记（续）——明天会更好》 饰 成大业
- 2004 《过量死亡》（金剪草） 饰 高浪
- 2004 《伙头智多星》 饰 元滔
- 2004 《蓝百合》 饰 田友
- 2004 《银杏飘落》 饰 关飞龙
- 2005 《正德演义》 饰 安王朱佑榉
- 2005 《法网天下》（生死对决） 饰 陈大鹏
- 2005 《窗外有张脸》 饰 陆大为 [2]
- 2005 《杨三姐告状》 饰 高成栋[3]
- 2006 《罪之缘》 饰 马路平
- 2006 《更年期的幸福生活》 饰 林董
- 2006 《靠山》 饰 孟德彰[4]
- 2007 《深瞳》（闪灵） 饰 钱宇
- 2007 《再婚劫》 饰 林森[5]
- 2007 《别和陌生人约会/我们还能在一起吗》 饰 闻瑞含
- 2007 《雾柳镇》饰 赵营长
- 2008 《守着阳光守着你》 饰 丁亦明
- 2009 《最熟悉的陌生人》 饰 秦岳
- 2009 《你是我的生命》 饰 陆今生
- 2009 《时尚王国》 饰 梅佑书
- 2010 《苦咖啡》 饰 杨启明
- 2010 《执子之手》（又名《说好不分手》、《你是我生命的四分之三》）饰 钟凯旋
- 2010 《爱的交响乐》
- 2011 《傾世皇妃》飾蜀皇
- 2012 《天堂马帮》
- 2013 《红墙绿瓦之残阳》飾咸豐帝[6]
- 2013 《葉問》 饰 付征雲
- 2013 《最美的时光》 饰 Mike
- 2013 《辣媽俏爸》 饰 皇上
- 2013 《滾滾紅塵》 饰 喬慎之
- 2014 《东江英雄刘黑仔》
- 2014 《家宴》 饰 周路
- 2014 《谈判冤家》
- 2015 《午夜蝴蝶》
- 2015 《秘密追踪》（又名《案藏杀机》）
- 2016 《宜昌保卫战》 饰 郭忏
- 2017 《三生三世十里桃花》飾 天君
- 2017 《美味奇缘》饰 李建国
- 2019 《独孤皇后》饰 宇文護
- 2019 《东宫》饰 曲文成
- 2019 《请赐我一双翅膀》饰 关泊君
- 2020 《三生三世枕上书》饰 天君
- 2020 《谁说我结不了婚》饰 馮正倫
- 2020 《黑色灯塔》饰 杨博青
- 2020 《燕云台》饰 韩匡嗣
- 2020 《她和他的恋爱剧本》(网络剧)饰 梅長亭
- 2021 《上陽賦》饰 马皇帝
- 2021 《觉醒年代》饰 曹汝霖
- 2021 《玉楼春》饰 先帝
- 2021 《国子监来了个女弟子》(网络剧)饰 桑巍（客串）
- 2021 《斛珠夫人》饰 方之翊
- 2022 《镜·双城》饰 师彭（客串）
- 2022 《且试天下》(网络剧)饰 白建德
- 2022 《说英雄谁是英雄》(网络剧)饰 諸葛正我
- 2022 《爱的二八定律》饰 金誠
- 2023 《春闺梦里人》饰 檀王
- 2023 《战火中的青春》(2019年拍攝) 饰 朱自清
- 2023 《宣判》(2019年拍攝)饰 張延軍
- 2023 《闪耀的她》(网络剧)
- 2023 《虎鹤妖师录》(网络剧)饰 千羽國王
- 2023 《乐游原》(网络剧)饰 崔倚
- 2024 《惜花芷》(网络剧)饰 花平宇
- 2024 《度华年》(网络剧)饰 楊業
- 2024 《少年白马醉春风》(网络剧)饰  太安帝
- 2024 《多大点事儿》饰 石所長
- 2024 《春花焰》(网络剧)饰  炎帝
- 2024 《蔷薇风暴》饰 肖越
- 2025 《掌心》(网络剧) 飾 杜梁
- 2025 《念无双》(网络剧) 飾 關治
- 待播 《太平年》 飾 郭威
- 待播 《引灯诀》(网络剧)
- 未播 《蔓蔓青蘿》(2016年拍攝)
- 未播 《冯子材》(2016年拍攝)
- 未播 《局外者》(2017年拍攝)
- 未播 《少年盾》(2017年拍攝) 飾 李重光

## 外部連結
- 蒋恺在互联网电影资料库（IMDb）上的資料（英文）
- 蒋恺在豆瓣上的资料（简体中文）
- 蒋恺在时光网上的簡介（简体中文）